# Telodorcus australicus
Telodorcus australicus is een keversoort uit de familie vliegende herten (Lucanidae). De wetenschappelijke naam van de soort is voor het eerst geldig gepubliceerd in 1985 door Bomans.